# قلعة خانزاد
قلعة خانزاد (قلعة بانمان) هي قلعة تاريخية تقع على تلة بارتفاع 40 متر على طريق أربيل وشقلاوة وتبعد 22 كلم عن أربيل، كما تسمى قلعة بانمان لأنها تقع  جنوب قرية بانمان ولهذا سميت باسمها. يعود تاريخ بنائها إلى إمارة سوران وتحديداً في عهد الأمير سليمان والأميرة خانزاد.

## التاريخ
قلعة خانزاد هي قلعة من العصور الوسطى قامت ببنائها  خانزاد حاكمة إمارة سوران. أمرت ببنائها لتكون بمثابة مكان إقامتها والدفاع عن أربيل عاصمتها. وأطلقت على القلعة اسمها.
تم بناء القلعة من الحجارة والجص، وقد احتفظت بشكلها الأصلي، ويبلغ ارتفاع قلعة خانزاد 40 متراً، وتتكون من طابقين. يعتبرها المؤرخ المحلي أمانج عادل واحدة من أهم المواقع الأثرية والتاريخية في المنطقة. كما قال عادل: "قامت خانزاد ببناء العديد من القلاع الأخرى في جميع أنحاء كردستان ولكنها دُمرت، لكن قلعة خانزاد لا تزال في حالة جيدة".

## إرث

### بين الأكراد
قال رضا شمال، أحد سكان مدينة أربيل:

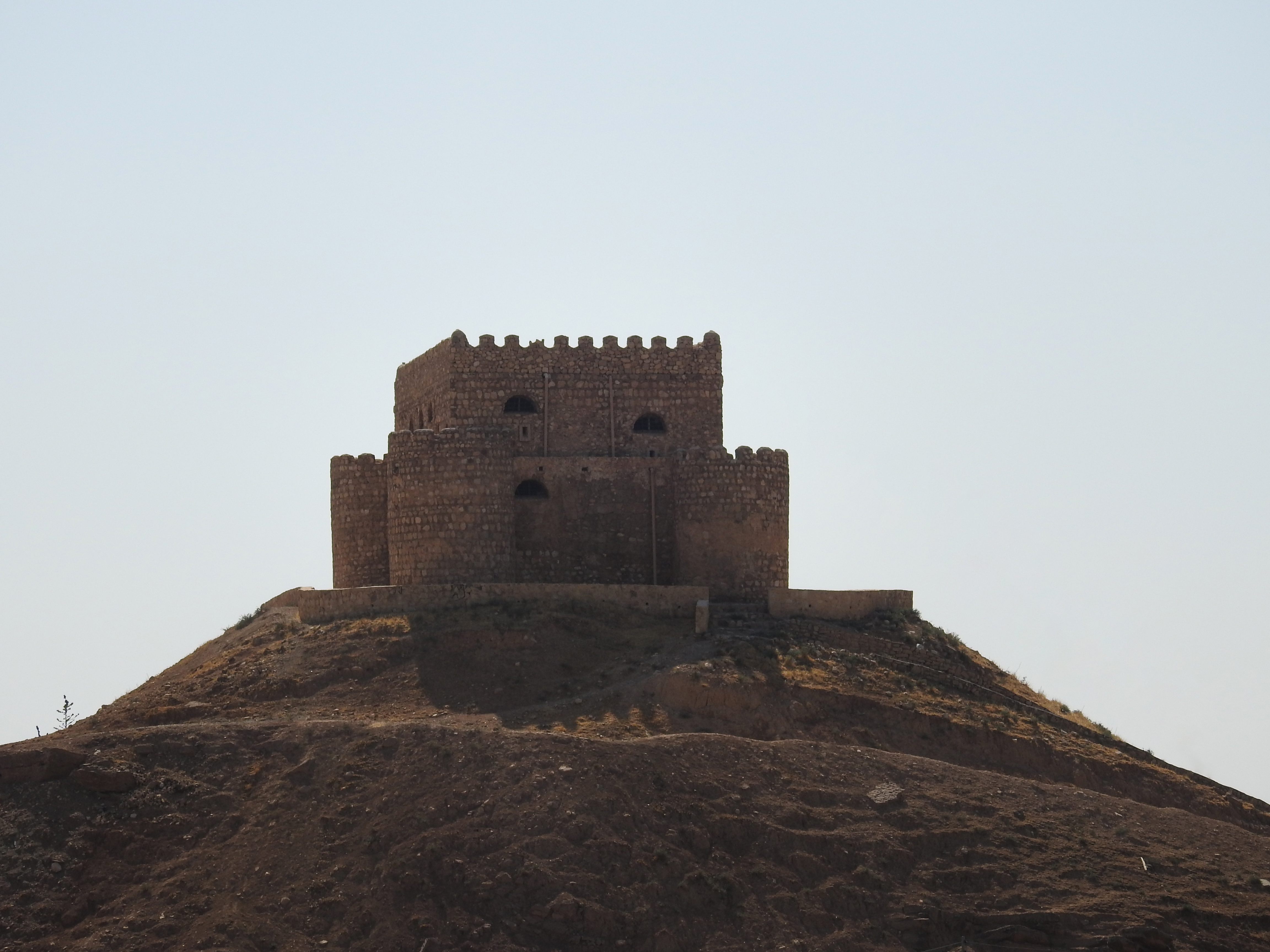
منظور آخر للقلعة

"هذه القلعة دليل على أن الشعب الكردي كان له بلده الخاص في وقت ما (...)"
وقال خانزاد باكير، وهو مواطن آخر من أربيل؛
"لقد قمت بزيارة القلعة عدة مرات لأنها تمنحني القوة والفخر." 